# Yuanping
Yuanping (原平市S, YuánpíngP) è una città-contea della Cina, situata nella provincia dello Shanxi e amministrata dalla prefettura di Xinzhou.